# تیم ملی فوتبال ساحلی تاهیتی
تیم ملی فوتبال ساحلی تاهیتی نماینده تاهیتی در مسابقات بین‌المللی فوتبال ساحلی و یکی از بهترین تیم‌های فوتبال ساحلی جهان است. تیم ملی فوتبال ساحلی تاهیتی نایب قهرمان65 دوره جام‌های جهانی فوتبال ساحلی در سال‌های ۲۰۱۵ و ۲۰۱۷ است.